# Pantelej Dimitrow
Pantelej Dimitrow (bułg. Пантелей Димитров; ur. 2 listopada 1940, zm. 23 czerwca 2001) – piłkarz bułgarski grający na pozycji pomocnika. W swojej karierze rozegrał 7 meczów w reprezentacji Bułgarii, w których strzelił 1 gola.

## Kariera klubowa
W swojej karierze piłkarskiej Dimitrow występował w klubie CSKA Sofia.

## Kariera reprezentacyjna
W reprezentacji Bułgarii Dimitrow zadebiutował 30 kwietnia 1963 roku w wygranym 2:1 towarzyskim spotkaniu z Czechosłowacją. Wcześniej, w 1962 roku, został powołany do kadry Bułgarii na mistrzostwa świata w Chile, jednak nie rozegrał na nich żadnego spotkania. Od 1963 do 1964 roku rozegrał w kadrze narodowej 7 meczów i strzelił w nich 1 gola.
| Mecze i gole w reprezentacji | Mecze i gole w reprezentacji | Mecze i gole w reprezentacji | Mecze i gole w reprezentacji | Mecze i gole w reprezentacji | Mecze i gole w reprezentacji | Mecze i gole w reprezentacji |
| #                            | Data                         | Stadion                      | Rywal                        | Wynik                        | Gol                          | Rozgrywki                    |
| 1963                         | 1963                         | 1963                         | 1963                         | 1963                         | 1963                         | 1963                         |
| ---------------------------- | ---------------------------- | ---------------------------- | ---------------------------- | ---------------------------- | ---------------------------- | ---------------------------- |
| 1.                           | 30.04.1963                   | Koszyce, Czechosłowacja      | Czechosłowacja               | 1:2                          | 0                            | towarzyski                   |
| 2.                           | 02.06.1963                   | Tirana, Albania              | Albania                      | 1:0                          | 1                            | kwal. IO 1964                |
| 3.                           | 16.06.1963                   | Sofia, Bułgaria              | Albania                      | 1:0                          | 0                            | kwal. IO 1964                |
| 4.                           | 18.09.1963                   | Sofia, Bułgaria              | Sudan                        | 1:1                          | 0                            | towarzyski                   |
| 1964                         |                              |                              |                              |                              |                              |                              |
| 5.                           | 18.03.1964                   | Sofia, Bułgaria              | Jugosławia                   | 0:1                          | 0                            | towarzyski                   |
| 6.                           | 01.04.1964                   | Nisz, Jugosławia             | Jugosławia                   | 0:1                          | 0                            | towarzyski                   |
| 7.                           | 23.04.1964                   | Kijów, ZSRR                  | ZSRR                         | 0:1                          | 0                            | towarzyski                   |